# Дон Чідл
Дон Чідл (англ. Don Cheadle; 29 листопада 1964) — американський актор. Двічі лауреат премії «Золотий глобус» (1999, 2013), номінант на премію «Оскар» (2005).

## Біографія
Народився 29 листопада 1964 року в місті Канзас-Сіті, штат Міссурі. 
Батько Дональд Френк Чідл-старший — психолог, а мати Бетті — менеджер банку. Також є сестра Сінді і брат Колін. Закінчив середню школу в Денвері, штат Колорадо, потім вступив до Каліфорнійського інституту мистецтв.

## Кар'єра
Почав зніматися у телесеріалах з середин 1980-их років. Зіграв роль Рокета у фільмі «Кольори» (1988), потім знявся ще в одному відомому фільмі «Диявол в блакитній сукні» (1995). Серед інших його відомих робіт у фільмах: «Чим зайнятися мерцю в Денвері» (1995), «Щуряча зграя» (1998), «Трафік» (2000), «Пароль «Риба-Меч»» (2001), «Готель «Руанда»» (2004), «Залізна людина 2» (2010), «Залізна людина 3» (2013), «Месники: Ера Альтрона» (2015), «Перший месник: Протистояння» (2016), «Месники: Війна нескінченності» (2018), «Месники: Завершення» (2019) а також фільм «Одинадцять друзів Оушена» і два його сиквели.

## Особисте життя
Живе у цивільному шлюбі з Бріджід Култер, вони мають двох доньок.

## Фільмографія
| Рік       |    | Українська назва               | Оригінальна назва                       | Роль                                            |
| --------- | -- | ------------------------------ | --------------------------------------- | ----------------------------------------------- |
| 1986      | с  | Останній електричний лицар     | Sidekicks                               | ватажок банди                                   |
| 1987      | с  | Блюз Гілл Стріт                | Hill Street Blues                       | Дарій Мілтон                                    |
| 1987      | с  | Зоопарк у Бронксі              | The Bronx Zoo                           | Карвер                                          |
| 1988      | с  | Нічний суд                     | Night Court                             | Джек                                            |
| 1990      | ф  | Принц з Беверлі-Гіллз          | The Fresh Prince of Bel-Air             | Айс Трей                                        |
| 1993      | ф  | Людина-метеор                  | The Meteor Man                          | Золотоволосий                                   |
| 1993      | с  | Тусуватися з містером Купером  | Hangin' with Mr. Cooper                 | Бенні                                           |
| 1993—1995 | с  | Застава фехтувальників         | Picket Fences                           | Джон Літтлтон                                   |
| 1995      | ф  | Чим зайнятися мерцю в Денвері  | Things to Do in Denver When You're Dead | Рустер                                          |
| 1995      | ф  | Диявол в блакитній сукні       | Devil in a Blue Dress                   | Маус Александр                                  |
| 1997      | ф  | Вулкан                         | Volcano                                 | Емміт Різ                                       |
| 1997      | ф  | Ночі в стилі бугі              | Boogie Nights                           | Бак Своп                                        |
| 1998      | ф  | Булворт                        | Bulworth                                | Ел Ді                                           |
| 1998      | тф | Щуряча зграя                   | The Rat Pack                            | Семмі Девіс-молодший                            |
| 2000      | ф  | Місія на Марс                  | Mission to Mars                         | Лукі Грем                                       |
| 2000      | ф  | Сім'янин                       | The Family Man                          | Кеш                                             |
| 2000      | ф  | Трафік                         | Traffic                                 | Монтель Гордон                                  |
| 2001      | ф  | Година пік 2                   | Rush Hour 2                             | Кенні                                           |
| 2001      | ф  | Одинадцять друзів Оушена       | Ocean's Eleven                          | Башер Тарр                                      |
| 2002      | с  | Шоу Берні Мака                 | The Bernie Mac Show                     | кузен Ді                                        |
| 2002      | с  | Швидка допомога                | ER                                      | Пол Натан                                       |
| 2002      | кф | Годинниковий механізм          | Ticker                                  | пасажир                                         |
| 2003      | ф  | Сполучені штати Ліланда        | The United States of Leland             | Перл Медісон                                    |
| 2004      | ф  | Замах на Річарда Ніксона       | The Assassination of Richard Nixon      | Бонні Сіммонс                                   |
| 2004      | ф  | Зіткнення                      | Crash                                   | детектив Ґрегем Вотерс                          |
| 2004      | ф  | Готель «Руанда»                | Hotel Rwanda                            | Пол Русесабаджіна                               |
| 2004      | ф  | Після заходу                   | After the Sunset                        | Анрі Мур                                        |
| 2004      | ф  | Дванадцять друзів Оушена       | Ocean's Twelve                          | Башер Тарр                                      |
| 2007      | ф  | Поговори зі мною               | Talk to Me                              | Піті Грін                                       |
| 2007      | ф  | Спорожніле місто               | Reign Over Me                           | Алан Джонсон                                    |
| 2007      | ф  | Тринадцять друзів Оушена       | Ocean's Thirteen                        | Башер Тарр                                      |
| 2009      | ф  | Готель для собак               | Готель для собак                        | Берні                                           |
| 2009      | ф  | Бруклінські копи               | Brooklyn's Finest                       | Танго                                           |
| 2010      | ф  | Залізна людина 2               | Iron Man II                             | підполковник Джеймс «Роуді» Роудс/Бойова машина |
| 2011      | ф  | Ірландець                      | The Guard                               | агент Венделл Еверетт                           |
| 2012      | ф  | Рейс                           | Flight                                  | Г'ю Ленг                                        |
| 2012      | с  | 30 потрясінь                   | 30 Rock                                 | Дон Чідл                                        |
| 2013      | ф  | Залізна людина 3               | Iron Man 3                              | полковник Джеймс Роудс/Залізний Патріот         |
| 2015      | ф  | Месники: Ера Альтрона          | The Avengers: Age of Ultron             | Джеймс Роудс/Бойова машина                      |
| 2015      | ф  |                                | Miles Ahead                             | Майлз Девіс                                     |
| 2016      | ф  | Перший месник: Протистояння    | Captain America: Civil War              | Джеймс Роудс/Бойова машина                      |
| 2018      | ф  | Месники: Війна нескінченності  | Avengers: Infinity War                  | Джеймс Роудс/Бойова машина                      |
| 2018—2020 | мс | Качині історії                 | DuckTales                               | Дональд Дак (голос)                             |
| 2019      | ф  | Капітан Марвел                 | Captain Marvel                          | Джеймс Роудс/Бойова машина                      |
| 2019      | ф  | Месники: Завершення            | Avengers: Endgame                       | Джеймс Роудс/Бойова машина                      |
| 2019      | с  |                                | Black Monday                            | Моріс Монро                                     |
| 2020      | ф  | Не зазирай глибше              | Don't Look Deeper                       | Мартін                                          |
| 2021      | с  | Сокіл та Зимовий солдат        | The Falcon and the Winter Soldier       | Джеймс Роудс/Бойова машина                      |
| 2021      | с  | Marvel Studios: Загальний збір | Marvel Studios: Assembled               | у ролі самого себе                              |
| 2021      | ф  | Без різких рухів               | No Sudden Move                          | Курт Гойнс                                      |
| 2021      | ф  | Космічний джем: Нове покоління | Space Jam: A New Legacy                 | Al-G Rhythm                                     |
| 2022      | ф  | Білий шум                      | White Noise                             | професор Мюррей Сіскіндм                        |
| 2023      | с  | Таємне вторгнення              | Secret Invasion                         | Джеймс Роудс/Бойова машина                      |
|           | с  | Броньовані війни               | Armor Wars                              | Джеймс Роудс/Бойова машина                      |